# Grodzieński Państwowy Uniwersytet Rolniczy
Grodzieński Państwowy Uniwersytet Rolniczy (biał. Гарадзенскі дзяржаўны аграрны ўніверсітэт, rus. Гродненский государственный аграрный университет) – białoruska państwowa szkoła wyższa w Grodnie. Uczelnia została założona dekretem rządu Białoruskiej SRR 17 stycznia 1951 roku.
Największa uczelnia rolnicza w zachodniej Białorusi. W skład uniwersytetu wchodzi 8 wydziałów, zatrudnia więcej niż 700 pracowników, oraz 340 pracowników naukowych i nauczyciele. 
Jest 6 budynków edukacyjnych, 7 akademików studenckich, są laboratoria z nowoczesnym wyposażeniem, sale komputerowe. Na arenie międzynarodowej ustanawia wzajemnie kontakty z zagranicznymi uniwersytetami i organizacjami w Rosji, Ukrainie, Polsce, Szwecji, Finlandii i innych krajach.

## Wydziały
Obecnie większość budynków uczelni mieści się w jednym miejscu. Studenci kształcą się na następujących wydziałach:
- Wydział Agronomiczny
- Wydział Ochrony roślin
- Wydział Biotechnologii
- Wydział Medycyny Weterynarii
- Wydział Księgowości
- Wydział Inżynierii Produkcji Żywności
- Wydział Ekonomiczny.

Do 2016 roku kształcenie ukończyło ponad 26 tysięcy absolwentów, a ponad 50 tysięcy specjalistów zdobyło dodatkowe kwalifikacje, kończąc różne kursy dokształcające.
Do uniwersytetu należy budynek Pałacu Stanislawówka – zespół pałacowy podmiejskiej rezydencji, której właścicielem był król Stanisław August Poniatowski, oraz park krajobrazowy o powierzchni około 3 ha. Od 1951 r. w budynku funkcjonuje dział produkcji roślinnej.

## Współpraca z polskimi uczelniami
Uniwersytet współpracował z Uniwersytetem Warmińsko-Mazurskim w Olsztynie .